# サイクレン

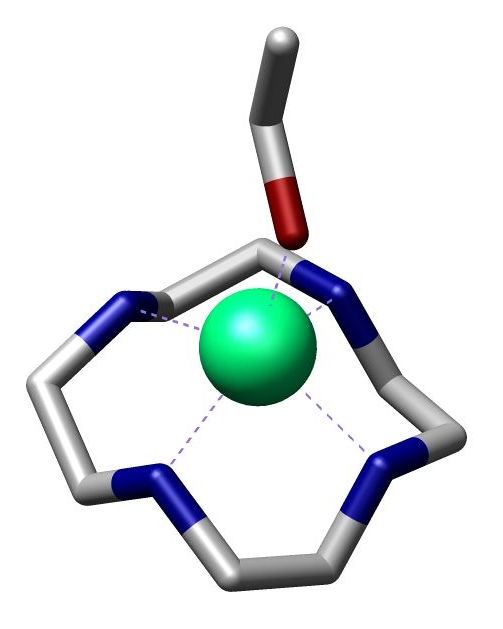
Zn(II)に配位したサイクレンとエタノールの結晶構造

サイクレン（cyclen, 1,4,7,10-テトラアザシクロドデカン、シクレン）は、大員環化合物で、クラウンエーテル 12-クラウン-4のアザアナログである。サイクレン誘導体は、より大きな環状ポリアミンであるが、繰り返し単位は常に同じである（エチレンイミン）。クラウンエーテル類と同様に、サイクレン化合物はカチオンを選択的に結合することができる。これらは化学における配位子、例えば核磁気共鳴画像法 (MRI) 造影剤に用いられる。

## 合成
サイクレン化合物は、求核置換反応によって2つの部品を融合させ合成することができる。この方法では、ジエチレントリアミン (1) の末端アミノ基は、ピリジン中塩化トシルとの反応によってN-トシル保護基へと変換された後、ナトリウムエトキシドによって脱プロトン化されることによってアミンアニオン性求核剤として活性化される。ジエタノールアミン (2) の末端アルコール基は、トシル脱離基に変換することによって求電子剤として活性化される。2つの断片は、ジメチルホルムアミド (DMF) 中で接合される。もし反応が高希釈条件で行われなければ、分子内環化ではなく通常の重合が起こり長い直鎖となる。最終段階で、トシル基が硫酸によって除去される。
高希釈条件での反応は反応速度が遅いという欠点がある。この欠点は、出発物質をトリエチレンテトラミンおよびジチオキサミドとし、ビスアミジン（ビス(イミダゾリン)）を経て、DIBAL による還元および環拡大によってサイクレンを得る合成法で解決される。
ある研究では、サイクレンはプロピレン分子スパーサーを介してアデニンと共有結合し、過塩素酸亜鉛とキレートする。この錯体は、ウラシルおよびウリジンと1:2の比で選択的に結合することが出来る。この時、アデニン部分とサイクレン部分の両方で結合していることが質量分析法で確かめられている。

## 推薦文献
- Suchý, M.; Hudson, R. H. E. (2008). “Synthetic Strategies Toward N-Functionalized Cyclens”. Eur. J. Org. Chem. 2008:  4847–4865. doi:10.1002/ejoc.200800636.